# Liste du patrimoine mondial en Arabie saoudite
Cet article recense les sites inscrits au patrimoine mondial en Arabie saoudite.

## Statistiques
L'Arabie saoudite accepte la Convention pour la protection du patrimoine mondial, culturel et naturel le 7 août 1978. Le premier site protégé est inscrit en 2008.
Début 2025, l'Arabie saoudite compte 8 sites inscrits au patrimoine mondial, 7 culturels et 1 naturel.
À la même date, le pays a également soumis 14 sites à la liste indicative : 11 culturels et 3 naturels.

## Listes

### Patrimoine mondial
Les biens saoudiens suivants sont inscrits au patrimoine mondial en 2025. Les noms et les graphies sont celles choisies par l'UNESCO.
| Id.  | Bien                                                      | Province      | Année | Superficie (ha) | Critères et notes | Coordonnées                                               | Illus. |
| ---- | --------------------------------------------------------- | ------------- | ----- | --------------- | --- | --------------------------------------------------------- | ------ |
| 1619 | Aire culturelle de Ḥimā (en)                              | Najran        | 2021  | 242             | Culturel, (iii) La protection concerne six sites pétroglyphiques proches, à l'intérieur d'une zone tampon plus vaste.                                                              | 18° 14′ 53″ N, 44° 27′ 07″ E                              |        |
| 1472 | Art rupestre de la région de Hail (en) en Arabie saoudite | Haïl          | 2015  | 2 044           | Culturel, (i), (iii), (v), (vi) Le bien comprend deux sites de la province de l'Haïl : le premier sur le mont Om Sinman près de Jubbah, le second sur les monts al Manjor et Raat. | 28° 00′ 36″ N, 40° 54′ 47″ E 26° 09′ 11″ N, 39° 53′ 31″ E |        |
| 1329 | District d'at-Turaif (en) à ad-Dir'iyah                   | Riyad         | 2010  | 29              | Culturel, (iv), (v), (vi) | 24° 43′ 59″ N, 46° 34′ 34″ E                              |        |
| 1712 | Le paysage culturel de la zone archéologique d'Al Faw     | Riyad         | 2024  | 4 847,73        | Culturel, (ii), (v) | 19° 45′ 54″ N, 45° 09′ 48″ E                              |        |
| 1563 | Oasis d'Al-Ahsa, un paysage culturel en évolution         | Ach-Charqiya  | 2018  | 8 544           | Culturel, (iii), (iv), (v) Le bien comprends 12 sites distincts. | 25° 25′ 46″ N, 49° 37′ 19″ E                              |        |
| 1293 | Site archéologique de Hegra (al-Hijr / Madā ͐ in Ṣāliḥ)    | Médine        | 2008  | 1 621           | Culturel, (ii), (iii) Nommé, jusqu'en 2021, « Site archéologique de Al-Hijr (Madain Salih) »                                                                                       | 26° 47′ 02″ N, 37° 57′ 18″ E                              |        |
| 1699 | ‘Uruq Bani Ma’arid                                        | Najran, Riyad | 2023  | 1 276 500       | Naturel, (vii), (ix) | 19° 20′ 13″ N, 45° 54′ 14″ E                              |        |
| 1361 | Ville historique de Djeddah, la porte de La Mecque        | La Mecque     | 2014  | 18              | Culturel, (ii), (iii), (iv), (v) | 21° 31′ 59″ N, 39° 09′ 58″ E                              |        |

### Liste indicative
Les biens suivants sont inscrits sur la liste indicative du pays au début 2025. Les noms fournis par l'Arabie saoudite sont en anglais : la traduction en français est donnée ici à titre indicatif.
| Id.  | Bien                                                       | Raïon(s)                                                  | Année | Critères et notes | Coordonnées | Illus. |
| ---- | ---------------------------------------------------------- | --------------------------------------------------------- | ----- | --- | --- | ------ |
| 6370 | Aire protégée des îles Farasan                             | Jizan                                                     | 2019  | Naturel, (x) | 16° 39′ 07″ N, 42° 02′ 42″ E |        |
| 6575 | Anciennes oasis closes du nord de l'Arabie                 | Al Jawf, Haïl, Tabuk                                      | 2022  | Culturel, (ii)(v) Quatre oasis : Tayma, Qurayyah, Dumat Al-Djandal, Hait. Dumat Al-Djandal est déjà placée sur la liste indicative depuis 2015 ; la proposition de 2022 l'étend à 3 autres sites. | 27° 37′ 37″ N, 38° 33′ 00″ E 28° 47′ 10″ N, 36° 00′ 50″ E 29° 48′ 40″ N, 39° 52′ 01″ E 25° 58′ 48″ N, 40° 28′ 34″ E |        |
| 6026 | Chemin de fer du Hedjaz                                    | Tabuk et Médine                                           | 2015  | Culturel, (ii), (iv), (vi) L'inscription comprend 40 sites (gares, ponts, etc.) le long de l'ancienne ligne ferroviaire.                                                                          | |        |
| 6637 | Gestion de l'eau en Arabie saoudite : les anciens barrages | La Mecque, Médine                                         | 2023  | Culturel, (ii)(iv)(v) 5 éléments : - Sadd al-'Aqrab | 25° 29′ 06″ N, 39° 24′ 00″ E 25° 32′ 42″ N, 39° 24′ 00″ E 24° 26′ 35″ N, 39° 54′ 00″ E 21° 07′ 44″ N, 40° 30′ 00″ E 21° 25′ 59″ N, 40° 36′ 00″ E |        |
| 6639 | Héritage industriel pétrolier d'Arabie Saoudite            | Ach-Charqiya, La Mecque                                   | 2023  | Culturel, (ii)(iv)(v) 5 éléments : - Campement de Dhahran (en) | 26° 19′ 16″ N, 50° 06′ 00″ E 26° 41′ 13″ N, 49° 42′ 00″ E 21° 26′ 56″ N, 39° 12′ 00″ E 26° 18′ 25″ N, 50° 06′ 00″ E 26° 18′ 29″ N, 50° 06′ 00″ E |        |
| 6640 | Paysages culturels ruraux des monts Sarawat                | Al-Bahah, Asir, La Mecque                                 | 2023  | Culturel, (ii)(iii)(v) 7 éléments : - Wadi Reedah et son fort | 20° 48′ 14″ N, 40° 48′ 00″ E 19° 56′ N, 41° 24′ E 18° 19′ 30″ N, 42° 18′ 00″ E 18° 18′ 58″ N, 42° 24′ 00″ E 18° 15′ N, 42° 12′ E 18° 12′ 22″ N, 42° 18′ 00″ E 18° 11′ 49″ N, 42° 24′ 00″ E |        |
| 6701 | Récifs coraliens du golfe d'Aqaba et de la mer Rouge       | Tabuk                                                     | 2024  | Naturel, (viii), (ix), (x) | 29° 11′ 56″ N, 34° 54′ 18″ E |        |
| 6638 | Refuges bioclimatiques d'Arabie occidentale                | Al Bahah, Asir, Haïl, Jizan, La Mecque, Médine, Tabuk     | 2023  | Naturel, (vii)(ix)(x) 7 éléments : - Wadi Lajb / Jabal al-Qahar | 28° 08′ N, 35° 36′ E 27° 40′ N, 36° 30′ E 27° 25′ 37″ N, 41° 24′ 00″ E 24° 35′ N, 38° 12′ E 20° 28′ N, 41° 12′ E 19° 48′ 11″ N, 41° 18′ 00″ E 17° 37′ 19″ N, 42° 54′ 00″ E |        |
| 6028 | Route égyptienne du Hajj                                   | Tabuk, Médine et La Mecque                                | 2015  | Culturel, (ii), (iv), (vi) L'inscription comprend 16 sites distincts. | |        |
| 6027 | Route syrienne du Hajj                                     | Tabuk, Médine et La Mecque                                | 2015  | Culturel, (ii), (iv), (vi) L'inscription comprend 11 sites distincts (essentiellement des forts)                                                                                                  | |        |
| 6577 | Routes du pèlerinage du Hajj : le Darb Zubaydah (en)       | Al-Hudud ach-Chamaliya, Al Qasim, Haïl, La Mecque, Médine | 2022  | Culturel, (ii)(iv)(vi) Proposition conjointe avec l'Irak. 9 élements, depuis le résevoir d'Al-Thulaimiya jusqu'à l'Harrat Rahat. Une proposition similaire avait été émise dès 2015.              | |        |
| 6636 | Structures mégalithiques préhistoriques d'Arabie saoudite  | Al Jawf, Haïl, La Mecque, Médine, Riyad, Tabuk            | 2023  | Culturel, (i)(ii)(iii)(iv) 10 éléments : - Al-Faw, piémont du Tuwaiq | 29° 48′ 47″ N, 40° 13′ 12″ E 25° 20′ 17″ N, 39° 20′ 24″ E 23° 46′ 23″ N, 40° 02′ 10″ E 23° 23′ 56″ N, 39° 51′ 00″ E 25° 16′ 08″ N, 37° 31′ 37″ E 27° 25′ 23″ N, 36° 45′ 22″ E 25° 59′ 56″ N, 40° 29′ 31″ E 21° 19′ 08″ N, 42° 33′ 43″ E 28° 25′ 23″ N, 35° 43′ 52″ E 19° 45′ 18″ N, 45° 10′ 08″ E |        |
| 6030 | Village patrimonial de Rijal Almaa                         | Asir                                                      | 2015  | Culturel, (iv), (v) | 18° 12′ 47″ N, 42° 16′ 23″ E |        |
| 6031 | Village patrimonial de Thee Ain (en)                       | Al-Bahah                                                  | 2015  | Culturel, (iv), (v) | 18° 12′ 47″ N, 42° 16′ 23″ E |        |